# Jean-Claude Lafon
 (février 2018).
Si vous disposez d'ouvrages ou d'articles de référence ou si vous connaissez des sites web de qualité traitant du thème abordé ici, merci de compléter l'article en donnant les références utiles à sa vérifiabilité et en les liant à la section « Notes et références ».
Pas d'image ? Cliquez ici

a Compétitions nationales et continentales officielles uniquement.

Jean-Claude Lafon, est né le 2 octobre 1942 à Arcachon, et est un ancien joueur français de rugby à XV. Joueur polyvalent, il évolue aux postes de demi d'ouverture, de centre ou d'arrière au sein du  SU Agen, club où il effectue l'intégralité de sa carrière.

## Biographie
Jean-Claude Lafon commence le rugby à XV à l'âge de 11 ans à de l’école de rugby. Il continue son cursus scolaire en tant qu'étudiant au collège technique où il obtient trois titres de champion académique. Il est sélectionné en équipe de France junior universitaire à Leicester (Angleterre) le 1er avril 1961. 
Il participe à la saison victorieuse du SU Agen qui remporte le troisième titre de son histoire en 1962 en s'imposant face à Béziers. Il ne participe toutefois pas à la finale.
Bon buteur, il a la particularité de jouer au pied du droit comme du gauche.